# Tomakomai
Tomakomai (苫小牧市, Tomakomai-shi) est une ville portuaire située dans la sous-préfecture d'Iburi, sur l'île de Hokkaidō, au Japon.

## Toponymie
Le toponyme « Tomakomai » vient d'une juxtaposition de deux mots d'origine aïnoue (population autochtone), « to » signifiant « marais » et « makomai » voulant dire « cours d'eau qui s'enfonce dans la montagne ».

## Géographie

### Situation

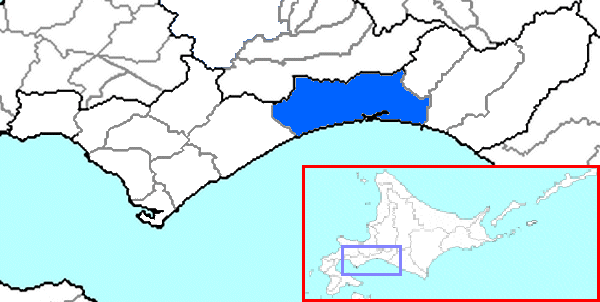
Tomakomai dans la sous-préfecture d'Iburi.

Tomakomai est située dans le sud de Hokkaidō, au bord de l'océan Pacifique.

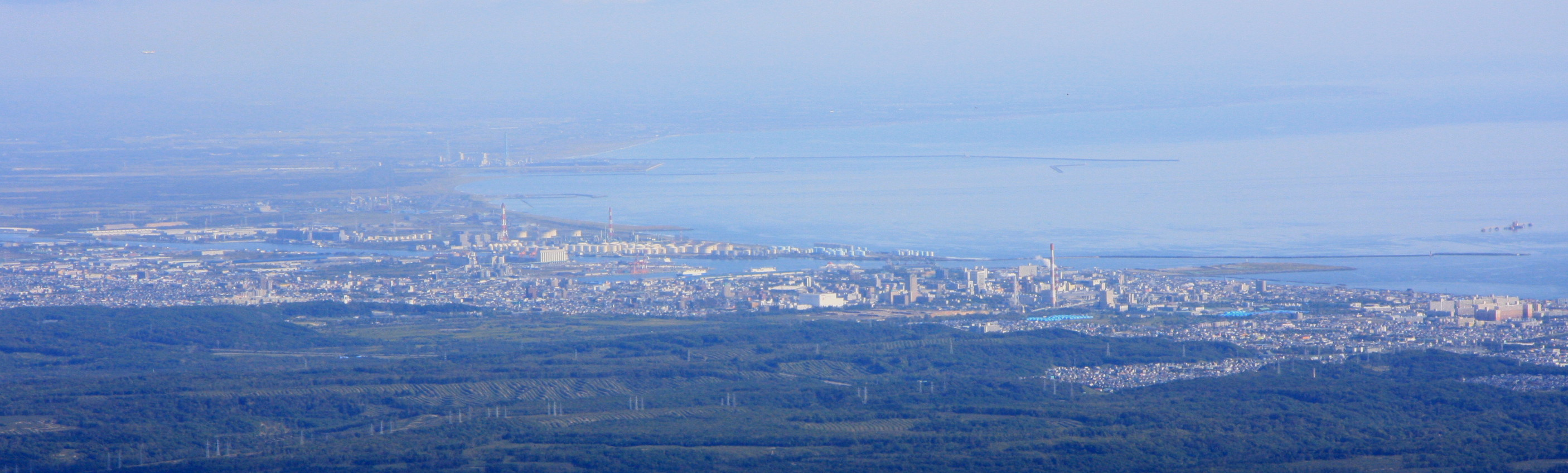
Vue panoramique de la ville depuis le mont Tarumae.

### Démographie
Lors du recensement national de 2010, Tomakomai avait une population de 174 144 habitants, répartis sur une superficie de 561,56 km2 (densité de population de 310 hab./km2). En juin 2021, la population s'élevait à 169 800 habitants.

### Climat
| Mois                                             | jan.       | fév.       | mars       | avril     | mai       | juin      | jui.      | août      | sep.      | oct.      | nov.       | déc.       | année      |
| ------------------------------------------------ | ---------- | ---------- | ---------- | --------- | --------- | --------- | --------- | --------- | --------- | --------- | ---------- | ---------- | ---------- |
| Température minimale moyenne (°C)                | −8,1       | −7,9       | −3,7       | 1,3       | 6,6       | 11,5      | 16,1      | 18        | 13,8      | 6,4       | 0,2        | −5,4       | 4,1        |
| Température moyenne (°C)                         | −3,6       | −3,2       | 0,5        | 5,3       | 10        | 14        | 18,2      | 20,4      | 17,8      | 11,5      | 4,9        | −1,2       | 7,9        |
| Température maximale moyenne (°C)                | 0,5        | 0,9        | 4,4        | 9,6       | 14,1      | 17,3      | 21        | 23,4      | 21,7      | 16,2      | 9,2        | 2,8        | 11,8       |
| Record de froid (°C) date du record              | −21,3 1945 | −20,9 1977 | −19,8 1946 | −9,8 1944 | −4,2 1947 | 1,8 1954  | 6,5 1968  | 9,2 1971  | 2,4 1964  | −5,1 1950 | −12,6 1969 | −20,4 1945 | −21,3 1945 |
| Record de chaleur (°C) date du record            | 10 1964    | 9,3 1989   | 15,5 2021  | 21,8 2014 | 27,3 1999 | 30,6 2010 | 33,3 2021 | 35,5 2007 | 29,5 2019 | 24,4 2004 | 19,1 2018  | 14,8 1989  | 35,5 2007  |
| Ensoleillement (h)                               | 142        | 144,7      | 165,6      | 173,5     | 171,9     | 119,7     | 108,1     | 122,2     | 153,1     | 156       | 127,1      | 127,6      | 1 711,5    |
| Précipitations (mm)                              | 38,7       | 37,5       | 53,5       | 75,7      | 130,8     | 111,6     | 163,5     | 197,5     | 174,9     | 113,2     | 85,7       | 56,6       | 1 239,2    |
| dont neige (cm)                                  | 42         | 42         | 26         | 2         | 0         | 0         | 0         | 0         | 0         | 0         | 4          | 29         | 145        |
| Nombre de jours avec précipitations              | 7,3        | 7,6        | 8,9        | 8,9       | 9,9       | 8,7       | 11,1      | 11,8      | 10,4      | 9,7       | 9,3        | 8,1        | 111,8      |
| dont nombre de jours avec précipitations ≥ 10 mm | 0,9        | 0,8        | 1,2        | 2,5       | 4,1       | 3,4       | 4,9       | 4,9       | 5         | 3,2       | 3          | 1,6        | 35,6       |
| Humidité relative (%)                            | 70         | 70         | 71         | 74        | 79        | 86        | 88        | 86        | 80        | 74        | 71         | 70         | 77         |
| Nombre de jours avec neige                       | 10,6       | 10,9       | 7,4        | 0,7       | 0         | 0         | 0         | 0         | 0         | 0         | 0,9        | 6,6        | 37,3       |

| Diagramme climatique                                  |             |             |            |              |               |             |             |               |              |            |             |
| J                                                     | F           | M           | A          | M            | J             | J           | A           | S             | O            | N          | D           |
| 0,5−8,138,7                                           | 0,9−7,937,5 | 4,4−3,753,5 | 9,61,375,7 | 14,16,6130,8 | 17,311,5111,6 | 2116,1163,5 | 23,418197,5 | 21,713,8174,9 | 16,26,4113,2 | 9,20,285,7 | 2,8−5,456,6 |
| Moyennes : • Temp. maxi et mini °C • Précipitation mm |             |             |            |              |               |             |             |               |              |            |             |

### Hydrographie
Le lac Utonai, première réserve ornithologique au Japon, se trouve à l'est de la ville.

## Histoire
Le village de Tomakomai est fondé en 1873. Son premier maire est élu en 1889. En 1948, le village de Tomakomai accède au statut de ville.

## Transports

### Par voies maritimes
Tomakomai est reliée à différentes villes de l'île de Honshū par des liaisons maritimes régulières assurée par car-ferry. Deux compagnies proposent des traversées depuis et vers la côte Pacifique, la compagnie MOL Ferry vers le port d'Ōarai, dans la région du Kantō, et la compagnie Taiheiyō Ferry, vers Sendai et Nagoya. Il existe également des lignes reliant Tomakomai par la mer du Japon, au départ de Tsuruga, Niigata et Akita, assurées quant à elles par Shin Nihonkai Ferry.

### Par voies routières
Tomakomai est desservie par les routes nationales 36, 234, 235 et 276.

### Par voies ferroviaires
Tomakomai est desservie par les lignes Chitose, Hidaka et Muroran de la JR Hokkaido. La gare de Tomakomai est la principale gare de la ville.

## Jumelage
Tomakomai est jumelée avec les villes de Hachiōji et Nikkō au Japon et avec la ville de Napier en Nouvelle-Zélande.

## Symboles municipaux
L'arbre symbole de Tomakomai est le sorbier des oiseleurs.